# Optik Records
Optik Records war ein deutsches Hip-Hop-Independent-Label mit Sitz in Berlin. Das Label wurde im Mai 2002 vom Rapper Kool Savas gegründet. Bis Anfang 2008 hatte Optik Records einen Vertriebsvertrag mit Groove Attack. Im Februar 2009 wurde Optik Records aufgrund finanzieller Probleme aufgelöst.

## Allgemein
Die Anfangsformation bestand aus Valezka, Eko Fresh, Melbeatz und DJ Nicon. Bis zur Auflösung gehörten neben Savas, Melbeatz, DJ Nicon und Ercandize, auch Caput, Amar, Franky Kubrick, Kaas, der Produzent Christyle, DJ Sir Jai und der Sänger Moe Mitchell zu Optik Records. Des Weiteren waren seit 2005 Savas’ Cousin Dimi sowie sein Schwager Igor als Optik Youngstarz Teil des Optik-Camps. Sinan, der Bruder von Kool Savas, war bis Juni 2008 ebenfalls ein Teil der Optik Youngstarz, trennte sich jedoch von Optik Records und wechselte zum Label Krieger der Sonne. Der Schweizer Rapper Dezmond Dez war Künstler des 2006 gegründeten Sublabels Optik Schweiz.
Ferner war das Label für den Soundtrack des Films Adil geht (Let’s break) von Esther Gronenborn verantwortlich, der zum Großteil von Melbeatz und dISCOpOLO (ABS) produziert wurde, sowie exklusive Lieder von Ercandize und Amar enthielt. Zuvor war Melbeatz schon für den Soundtrack des Kurzfilms Kings und für den Film Knallhart von Detlev Buck verantwortlich.
Am 31. Juli 2008 ließ Kool Savas über die Webseite des Labels verkünden, dass er das Label nach der Abschieds-Tournee Anfang 2009 auflösen wird. Das letzte offizielle Konzert von Optik Records fand am 31. Januar 2009 in Berlin statt.

## Erfolge und Auszeichnungen
Kool Savas’ erstes Album seines Labels, Der beste Tag meines Lebens, landete auf Platz 6 der deutschen Charts und verkaufte sich um die 85.000 Mal.
Das Mixtape Die John Bello Story ist weiterhin das erfolgreichste Mixtape des deutschen Hip-Hop-Marktes. In den Media Control Charts stieg es auf Platz 17 ein und verkaufte sich mittlerweile weit über 60.000 mal.
Das Kollabo-Album One von Kool Savas und dem Rapper Azad erreichte die Top 5 der deutschen Charts, verkaufte sich circa 96.000 Mal.
Aus diesem Album wurde die Single All4One ausgekoppelt, die die Top 10 erreichte.
Im Jahr 2006 erschien das erste Album Optik Takeover der gesamten Optik-Crew und kam auf Anhieb auf Platz 8 der Charts.
Kool Savas zweites Album Tot oder lebendig erschien am 2. November 2007. Es war das letzte Album von Kool Savas das unter Sony BMG/Subword veröffentlicht wurde. Tot oder lebendig stieg von 0 auf Platz 10 der deutschen Albumcharts ein.
Kool Savas erhielt zudem für das Album Der beste Tag meines Lebens den Comet im Jahre 2003.
Optik Records wurde 2006 von den Lesern der Musik-Zeitschrift Juice zum besten deutschen Hip-Hop-Label, und Savas zum vierten Mal hintereinander zum „Besten Rapper des Jahres“ gekürt. Melbeatz wurde zum zweiten Mal hintereinander „Beste(r) Produzent(in) des Jahres“. Weiterhin wurde das Kool-Savas-Goes-Hollywood-Mixtape zum „Besten Mixtape des Jahres“ gewählt, und ein Jahr später wurde Kool Savas – Die John Bello Story zum besten Mixtape gekürt.
Optik Army wurde bei den Hiphop.de Awards 2009 (ex aequo mit Die Orsons) als „Beste Rap Crew National“ ausgezeichnet.

## Künstler
- Amar
- Caput
- Christyle
- Dezmond Dez (bei Optik Schweiz)
- Eko Fresh
- Ercandize
- I.G.O.R. (bei Optik Russia)
- Kaas
- Kool Savas
- Franky Kubrick
- Melbeatz
- Moe Mitchell
- DJ Nicon
- SD
- DJ Sir Jai
- Sonny Techno (bei Optik Schweiz)
- MC Spontan
- Valezka

Die bei Optik Records verlegten Künstler wurden zusammenfassend auch als Optik Army bezeichnet, wobei Kool Savas hierbei einzeln erwähnt wurde.

## Diskografie

### Alben

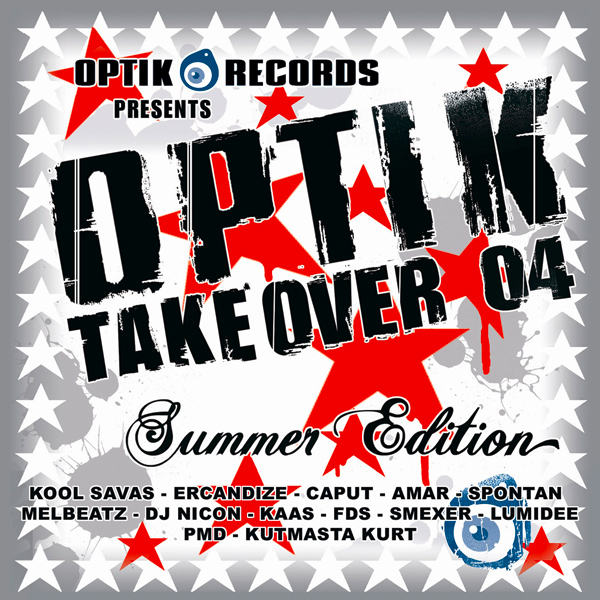
Labelsampler Optik Takeover 2004 – Sommer Edition

- 2002 Kool Savas: Der beste Tag meines Lebens
- 2004 Kool Savas: Die besten Tage sind gezählt/Euer bester Freund
- 2004 Melbeatz: Rapper’s Delight
- 2004 Optik Crew: Optik Takeover 2004 – Sommer Edition (Sampler)
- 2005 Kool Savas & Azad: One
- 2006 Kool Savas & Optik Army: Optik Takeover!
- 2007 Ercandize: Verbrannte Erde
- 2007 Kool Savas: Tot oder lebendig
- 2008 Caput: Caputalismus
- 2008 Franky Kubrick: Dramaking – Tagebuch eines Träumers

### Singles
- 2002 Kool Savas: Till’ Ab Joe
- 2003 Kool Savas: Optik Anthem Feat. Optik Crew
- 2004 Kool Savas feat. Lumidee: Die besten Tage sind gezählt
- 2004 Melbeatz feat. Kool Savas & Samy Deluxe: OK!
- 2004 Kool Savas: Da bin, da bleib
- 2005 Kool Savas: Das Urteil
- 2005 Kool Savas & Azad: Monstershit
- 2005 Kool Savas & Azad: All 4 One
- 2005 Kool Savas & Azad: Guck My Man
- 2006 Kool Savas & Optik Army: Das ist O.R.
- 2006 Kool Savas & Optik Army: Komm mit mir
- 2007 Kool Savas: Tot oder lebendig
- 2008 Kool Savas feat. Moe Mitchell & Senna: Melodie

### EPs
- 2003 Kool Savas feat. Valezka: Der beste Tag meines Lebens (EP)
- 2003 SD: Wie es geht/Oh
- 2004 Caput: Sieben
- 2004 SD: Dirrrty
- 2004 Ercandize: Willkommen im Dschungel

### Mixtapes

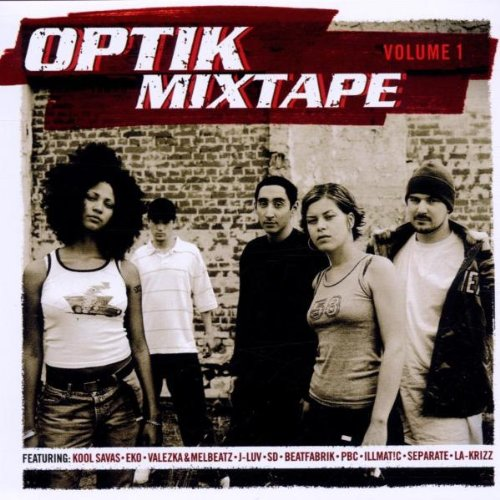
Labelsampler Optik Mixtape Vol. 1

- 2002 Optik Crew: Optik Mixtape Vol. 1
- 2003 DJ Nicon: Optische Elemente
- 2003 DJ Nicon: Optische Elemente Pt. 2
- 2004 Kool Savas: Kool Savas Goes Hollywood
- 2004 Ercandize & DJ Katch: Ear 2 the Street
- 2004 Ercandize: Best of Ercandize
- 2004 Kutmasta Kurt: Redneck Olympics
- 2005 Caput: Die Caputte Sicht
- 2005 Kool Savas & Optik Records Präsentieren: Die John Bello Story
- 2005 DJ Nicon: Optische Elemente 2.5
- 2005 DJ Nicon & DJ Fiks: Crunkshit
- 2006 Ercandize & DJ Katch: Ear 2 the Street Vol.2
- 2006 Ercandize: La Haine / Sie nannten ihn Mücke
- 2006 Franky Kubrick: Mein Moneyfest
- 2007 Amar: Cho! Hier habt ihr euer Mixtape
- 2007 Kool Savas & Optik Records präsentieren: No Money? No Problem! (www.Kool-Savas.com exklusive Mixtape)
- 2008 Franky Kubrick: Chronisch Frank (Onlinemixtape)
- 2008 Franky Kubrick: Chronisch Frank 2 (Onlinemixtape)
- 2008 Kool Savas: John Bello Story II

### Videoalben
- 2003 Kool Savas: Der beste Tag meines Lebens
- 2005 Kool Savas & Azad: One
- 2006 Kool Savas: Feuer über Deutschland
- 2008 Kool Savas: Tot oder lebendig live